# Вінницька обласна організація НСПУ
Вінницька обласна організація НСПУ — підпорядкована НСПУ організація, що об'єднує письменників Вінниччини.

## Історія
Рішення про утворення Вінницької організації Спілки письменників України було ухвалено у жовтні 1970 р., а реалізовано на установчих зборах 1 лютого 1971 р. До 1980 р. вона була міжобласною письменницькою організацією Поділля і поєднувала митців слова Вінницької та Хмельницької областей, потім — окремою.

Біля витоків організації перебували вінничани: прозаїки Дмитро Дереч, Микола Тарновський, Борис Янчук, перекладач Іван Глинський, поети Кирило Курашкевич, Микола Студецький, Анатолій Бортняк, Леонід Пастушенко, Анатолій Звірик, Володимир Сидоренко, Ніна Гнатюк. Хмельниччину представляли поет-байкар Микита Годованець, прозаїк Аполлінарій Мацевич і поет Петро Карась. Відтак, продовжено місію видатних подільських літераторів — Степана Руданського, Марка Вовчка, Анатолія Свидницького, Михайла Коцюбинського, Миколи Трублаїні, Михайла Стельмаха, Василя Земляка. А також тих, хто у 50-60-ті рр. зумовлювали літературне життя на Вінниччині, а потім залишили Поділля: Микола Зарудний, Василь Юхимович, Андрій М'ястківський, Микола Білкун, Євген Гуцало, Олег Чорногуз, Петро Перебийніс.

За радянських часів знаковими стали обміни творчими делегаціями, зокрема, з Кабардино-Балкарією, Липецькою областю РРФСР, виступи у трудових колективах та навчальних закладах, заснування обласних літературних премій ім. М. Коцюбинського, ім. П. Желюка, ім. М. Трублаїні. У роки «перебудови» у Вінниці відкрито пам'ятник Михайлу Коцюбинському (1989), споруджено пам'ятники Тарасу Шевченку в Хмільнику й Тульчині; за часів незалежності — Василю Стусу у Вінниці, пам'ятний знак Валер'яну Тарноградському в Уланові Хмільницького району, погруддя Зінаїді Тулуб у Брацлаві та Володимиру Забаштанському у Браїлові. Значною мистецькою подією стало Шевченківське свято «В сім'ї вольній, новій…» (1991), яке знову проводилося на Вінниччині у 2018 р.

На початку ХХІ століття новий подих отримала робота з творчою молоддю, зокрема, з обласним ЛІТО ім. Василя Стуса, студіями «Мережка», «Вітрила» та ін.; у форматах кабінету молодого автора ВО НСПУ, літературної вітальні «Інтермецо». Регулярно проводяться літературно-мистецькі свята на батьківщині С. Руданського, М. Коцюбинського, М. Стельмаха, А. Бортняка, В. Забаштанського, «Русалка Дністровая», Стусівські читання; фестиваль поезії на Поділлі «Підкова Пегаса» (з 2005 р.), конкурс одного вірша «Малахітовий носоріг» (з 2001 р.).

Всеукраїнського статусу набули утворені на Вінниччині літературні премії ім. Михайла Коцюбинського та ім. Степана Руданського, вручаються обласні літературні премії — ім. Михайла Стельмаха, ім. Євгена Гуцала, ім. Анатолія Бортняка та ін.

З 2004 р. видається щоквартальний літературно-мистецький журнал «Вінницький край». Основними видавничими проектами обласної спілки є антології творів письменників Вінниччини «Подільський краснослов» (2020), «Квіт подільського слова» (2006, 2010), альманахи: «Русалка Дністровая», «Собор», для дітей «Наша хатка», з 2010 р. — щорічний альманах творів місцевих молодих авторів "Експрес «Молодість», з 2011 р. — серія «Бібліотека літератури Вінниччини» з видання вибраних творів подільських авторів-спілчан.

У 2015 р. в структурі обласної створена Вінницька міська письменницька організація.
Якщо 1986 року на обліку перебувало 17 письменників, то зараз — 66.

## Голови
- Дмитро Дереч (1971—1974)
- Анатолій Бортняк (1974—1986)
- Володимир Рабенчук (1992—1995, 2005—2008)
- Володимир Кузьменко (1997—2002)
- Василь Кобець (2002—2005)
- Петро Гордійчук (2012—2014)[7]
- Михайло Каменюк (1986—1992, 1995—1997, 2008—2012, 2014—2018 р.)
- Вадим Вітковський (з квітня 2018 р.)[2]

## Члени
Наявні:
1. Афанасієва Оксана Миколаївна з 19.10.2021
2. Баламут Світлана Юхимівна з 13.03.2025
3. Барбак Оксана Петрівна з 03.03.2017
4. Блонська Світлана Іванівна з 15.10.2014
5. Борецький Віталій Васильович з 28.02.2005
6. Брендак Людмила Євстратіївна з 25.04.2024
7. Ватага Олександр Вікторович з 29.05.2025
8. Веремій Анжела Анатоліївна з 31.10.2019
9. Вертипорох Василь Володимирович з 18.10.2018
10. Височанський Олександр Григорович з 18.05.1999
11. Вітенко Олена Андріївна з 25.12.2006
12. Вітковський Вадим Миколайович з 15.02.2012
13. Войт Петро Павлович з 21.12.2023
14. Гавришко-Бабічева Алла Геннадіївна з 18.10.2018
15. Гальянова Валентина Олександрівна з 03.12.2015
16. Ганай Вероніка Вікторівна з 06.03.2018
17. Гарвасюк Василь Юрійович з 14.12.1988
18. Гедз Микола Сергійович з 30.06.2005
19. Герасименко Олена Василівна з 19.05.2011
20. Гордійчук Петро Григорович з 15.04.1983
21. Горлей Володимир Савович з 31.10.2019
22. Дан (Занузданова) Анастасія Едуардівна з 15.10.2014
23. Девдера Катерина Михайлівна з 25.04.2013
24. Дмитренко Жанна Віталіївна з 31.10.2019
25. Дорош Микола Никифорович з 21.12.2023
26. Жарук Анатолій Федорович з 29.06.2023
27. Завальний Микола Якович з 07.02.2011
28. Загнітко Анатолій Панасович з 07.02.2011, на обліку у Вінниці з 2021 р.
29. Зарицький Петро Анатолійович з 27.04.2004
30. Зайцева Ольга Віталіївна з 15.02.2012
31. Зелененька Ірина Алімівна з 15.02.2012
32. Ісько Анастасія Андріївна з 06.03.2018
33. Каменюк Михайло Феодосійович з 22.01.1979
34. Кіссо Анна Іванівна з 31.10.2019
35. Кобець Павло Васильович з 28.02.2005
36. Коновалова Юлія Валеріївна з 29.05.2025
37. Красуляк Зоя Іванівна з 29.06.2023
38. Крижанівський Микола Миколайович з 03.03.2017
39. Кринична Світлана Сергіївна з 13.03.2025
40. Крупка Віктор Петрович з 18.10.2018
41. Куций Леонід Миронович з 26.03.2003
42. Любацька Людмила Вікторівна з 12.03.2020
43. Лященко Олеся Анатоліївна з 25.01.2000
44. Мартинюк Анатолій Іванович з 08.04.2016
45. Мельник Віктор Іванович з 21.03.1996
46. Мельничук Руслана Русланівна з 23.09.2010
47. Мількевич Валентина Станіславівна з 19.10.2021
48. Павленко Валентина Василівна з 18.10.2018
49. Павленко Олена Григорівна з 26.10.2023
50. Пасічник Микола Іванович з 16.10.2013
51. Пащенко Михайло Миколайович з 18.10.2018
52. Петрушкевич Антоніна Кирилівна з 05.05.2023
53. Погребняк Наталія Володимирівна з 26.10.2023
54. Приймасюк Тетяна Євменівна з 21.10.2005
55. Пуніна Ольга Василівна з 18.10.2018
56. Руда Майя Григорівна з 24.09.2024
57. Сегеда Юрій Васильович з 27.10.2004
58. Сичко Лариса Іванівна з 31.10.2019
59. Соловей Олег Євгенович з 18.10.2018
60. Стебелєв Андрій Валентинович з 16.10.2013
61. Сторожук Валентина Петрівна з 18.06.1998
62. Струтинська (Гринчик) Наталія Іванівна з 28.02.2005
63. Тищенко Зоя Василівна з 18.10.2018
64. Травнева (Єлісеєва) Світлана Миколаївна з 28.11.2024
65. Хмелевський Юрій Миколайович з 18.10.2018
66. Цимбал Віктор Олексійович з 25.04.2024
67. Шевчук Василь Йосипович з 27.10.2004
68. Штофель Дмитро Хуанович з 25.04.2013
69. Юрчак Юрій Володимирович з 27.10.2016
70. Яковенко Тетяна Василівна з 05.05.1988

Що вибули[джерело?]:
1. Антощак Микола Володимирович з 16.10.2013, на початку 2017 року переїхав у Запорізьку область
2. Баженов Василь Миколайович, з 1975, з утворенням 1980 р. Хмельницької ОО НСПУ став на її облік, помер 08.04.1995
3. Ліна Біленька (Студецька Ангеліна Тимофіївна) з 13.06.1995, того ж року переїхала на Київщину
4. Бойко Олексій Михайлович з 03.12.2015, помер 14.12.2023
5. Бортняк Анатолій Агафонович з 02.11.1965, помер 22.07.2009
6. Боярунець Юрій Олексійович з 01.10.1986, помер 25.05.2021
7. Бурбело Олександра Сергіївна з 02.07.2015 (посмертно), померла 5.09.2013
8. Вдовиченко Сергій Михайлович з 24.12.2003, помер 02.10.2022
9. Вдовцов Михайло Леонтійович з 07.02.2011, помер 05.10.2024
10. Волошенюк Іван Степанович з 21.10.1986, помер 14.03.2017
11. Гарматюк Анатолій Панасович з 1982, помер 28.01.2006
12. Глинський Іван Володимирович з 1964, помер 18.03.1983
13. Гнатюк Ніна Юхимівна з 12.01.1971, переїхала до Києва
14. Годованець Микита Павлович з 1934, помер 27.08.1974
15. Головатюк Петро Йосипович з 29.05.1997, помер 30.09.2007
16. Грищук Броніслав Антонович з 11.04.1975, з утворенням 1980 р. Хмельницької ОО НСПУ став на її облік
17. Дереч Дмитро Григорович з 11.06.1953, помер 28.05.2007
18. Доляк Наталія Юріївна з 06.03.2018, вийшла з лав Спілки за власним бажанням наприкінці 2019 р.
19. Дончук (Колесник) Лариса Федорівна з 21.10.2005, в грудні 2015 року переїхала до Івано-Франківська
20. Дубицький Никанор Миколайович з 28.09.1999, помер 04.07.2018
21. Загрійчук Анатолій Леонідович з 1.10.1996, помер 8.02.2014
22. Звірик Анатолій Петрович з 26.01.1967, помер 17.04.2017
23. Калитко Катерина Олександрівна з 06.06.2000, рекомендована Вінницькою ОО НСПУ, перебуває на обліку у Київській міській організації
24. Карась Петро Прокопович з 05.03.1969, з утворенням 1980 р. Хмельницької ОО НСПУ став на її облік
25. Кобець Василь Дмитрович з 27.11.1975, помер 17.12.2020
26. Козак Валентина Спиридонівна з 21.01.1979, у 90-х рр. переїхала до Києва
27. Коноваленко Тетяна Ігорівна з 25.04.2013, померла 8.01.2018
28. Коряк Василь Мусійович з 27.10.2004, помер 29.01.2015
29. Красіленко Володимир Андрійович з 28.02.2005, помер 11.07.2021
30. Кузьменко Володимир Данилович з 1990, помер 26.05.2007
31. Курашкевич Кирило Володимирович з 1967, виїхав з Вінниці, помер у Києві 16.01.2010
32. Мацевич Аполлінарій Федотович, з 1967, з утворенням 1980 р. Хмельницької ОО НСПУ став на її облік, помер 26.01.1996
33. Мовчанюк Григір Павлович з 22.01.1985, помер 12.05.2018
34. Наумов Анатолій Іванович з 15.04.1983, на обліку у Вінниці з 2020 р., помер 02.09.2024
35. Ненцінський Анатолій Йосипович з 22.01.1979, з утворенням 1980 р. Хмельницької ОО НСПУ став на її облік
36. Остапов Василь Дмитрович з 30.01.2001, помер 08.03.2009
37. Пастушенко Леонід Трохимович з 15.09.1970, помер 27.02.2017
38. Пічкур Дмитро Степанович з 25.01.2000, помер 26.01.2018
39. Плясовиця Юрій Олексійович з 03.03.2017, помер 05.02.2024
40. Подолинний Анатолій Мусійович з 25.03.1999, помер 09.06.2023
41. Потупейко Михайло Миколайович з 14.05.1996, переїхав до Львова у 2005, помер 24.09.2007
42. Прилипко Володимир Петрович з 1997, помер 21.08.2004
43. Рабенчук Володимир Семенович з 18.09.1984, помер 26.09.2023
44. Рябий Микола Олександрович з 15.03.1976, помер 01.01.2021
45. Сидоренко Володимир Павлович (письменник) з 1967, на початку 70-х виїхав до Києва
46. Слободянюк Борис Гаврилович з 30.06.2005; у 2015 р. переїхав у смт Муровані Курилівці з Луганська, помер 04.06.2016
47. Стрельбицький Михайло Петрович з 22.01.1979., помер 08.06.2018
48. Стрельник Леонід Петрович з 31.05.1979; у 2015 р. переїхав до Вінниці з Луганська, помер 01.11.2017
49. Студецький Микола Миколайович з 1967, переїхав до Києва, помер 19.01.2002
50. Сумишин Микола Флорович з 28.05.1974, з утворенням 1980 р. Хмельницької ОО НСПУ став на її облік
51. Таранюк Євген Митрофанович з 06.03.2018, помер 12.08.2024
52. Тарновський Микола Юхимович з 1951, помер у Львові 27.11.2002
53. Татчин Сергій Олександрович з 08.04.2016, вийшов з лав Спілки за власним бажанням наприкінці 2019 р.
54. Тимчук Віктор Мефодійович з 28.01.1974, помер 28.08.2018
55. Усач Григорій Давидович з 28.01.1974, помер 06.11.2021
56. Федунець Микола Федорович, з 30.05.1978, з утворенням 1980 р. Хмельницької ОО НСПУ став на її облік, помер 20.06.2009
57. Хоменко Борис Васильович з 25.01. 2000, помер 31.07.2011
58. Христич Надія Іванівна з 21.10.2005, вийшла з лав Спілки наприкінці 2013 р.
59. Янчук Борис Васильович з 1967 р., на початку 70-х виїхав з Вінниччини, помер 25.05.2009